# Shadowplay
Shadowplay è un brano musicale della band inglese Joy Division pubblicato, nel 1979, all'interno dell'album Unknown Pleasures.

## Il brano
(Shadowplay, 1979)

## Formazione
- Ian Curtis - voce
- Bernard Sumner - chitarra
- Peter Hook - basso
- Stephen Morris - batteria

## Cover
- Nel 2007 il gruppo statunitense The Killers ha pubblicato una cover del brano, inclusa inizialmente nella colonna sonora del film Control e, successivamente, resa disponibile per il download digitale, il 9 ottobre di quello stesso anno.[2]
- Nel 2017 il duo Velvet Kiss ne ha inciso una cover all'interno del suo album Mischievous Urges, pubblicato dall'etichetta discografica Unknown Pleasures Records in CD e download digitale.